# Gasthof Sonne

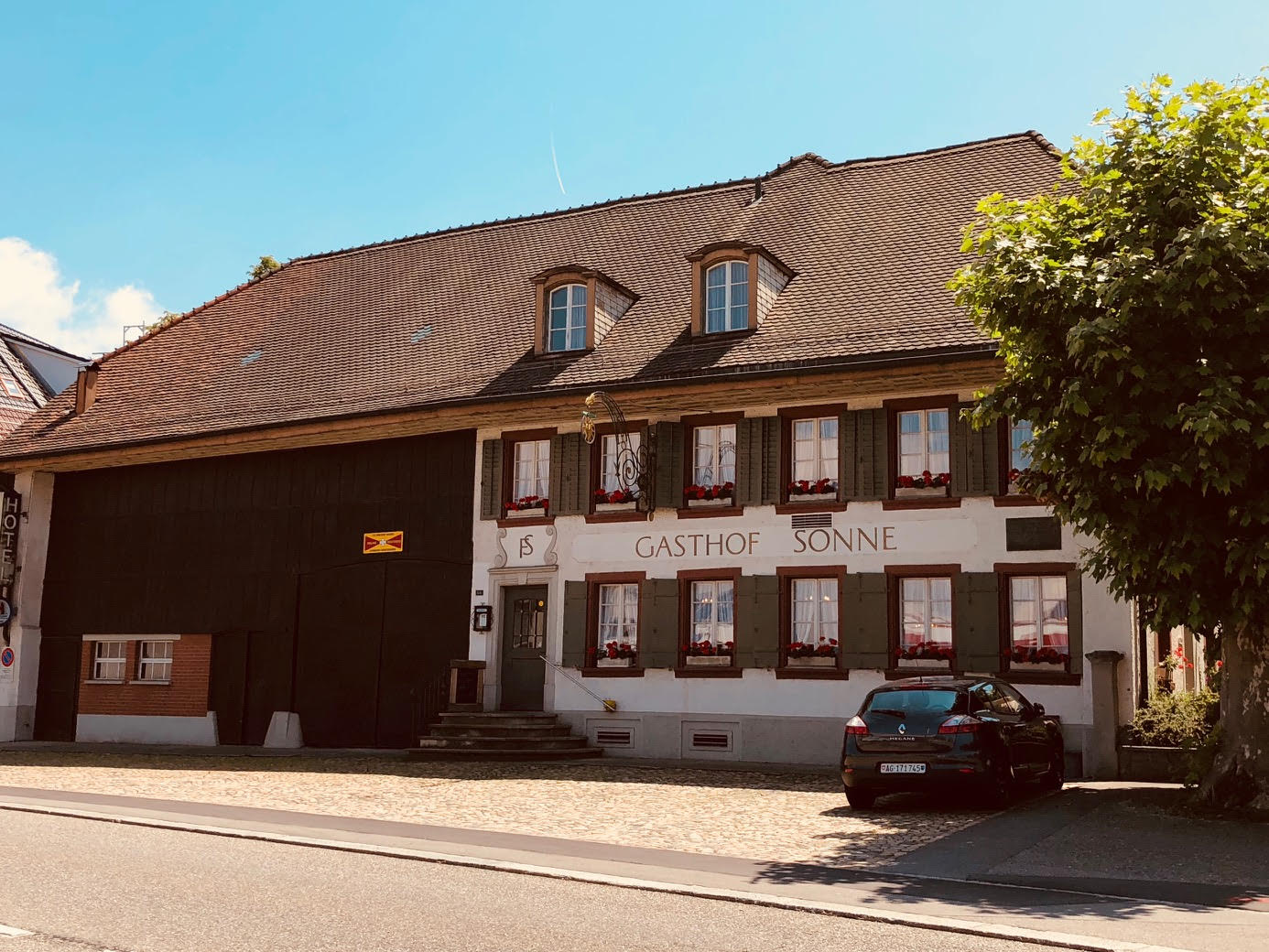
Gasthof Sonne (Windisch)

Der Gasthof Sonne steht auf dem Gebiet der Gemeinde Windisch im Kanton Aargau. Er ist ein Kulturobjekt kommunaler Bedeutung.

## Baugeschichte und Beschreibung
1822 liess Johannes Meier an der damals neuen Landstrasse nach Zürich ein Wohnhaus samt Scheune, die spätere «Sonne», errichten. Er betrieb darin eine Eigengewächswirtschaft. 1834 erhielt Meier die Erlaubnis, unter dem Aushängeschild «Zur Sonne» eine Taverne zu betreiben. Das Geschäft lief eher schlecht als recht. 1852 ersteigerte Isaak Schatzmann, der Sohn des Pächters vom «Lindhof» in Windisch, das Gasthaus und brachte es zusammen mit der Landwirtschaft und einer Fuhrhalterei zu grosser Blüte. Nachfahren der Familie Schatzmann führen das Gasthaus noch heute. Die Initialen «FS» über der Türe zur Gastwirtschaft stehen für Fricker-Schatzmann, Fricker-Schaffner und Fricker-Stucki.

## Architektur
1822 als grosszügiger Vielzweckbau errichtet, besitzt das spätbarocke Gebäude ein herrschaftliches Gepräge. Es gliedert sich unter einem durchlaufend geknickten Gerschilddach in einen gemauerten zweigeschossigen Wohnteil und einen traufseitig bretterverschalten Ökonomieteil mit Tenn, Futtertenn und Stall. Die nach Norden auf die Zürcherstrasse ausgerichtete Hauptfront zählt sechs Achsen regelmässig angeordneter Rechteckfenster mit Ladenfalz und kräftig profilierten Fensterbänken. Teils sind noch die ursprünglichen Brettfensterläden erhalten. Die Giebelmauer der Westfassade ist wohl als Wetterschutz über die Fassadenflucht vorgezogen. Über eine Freitreppe gelangt man neben dem Tenn zum Vordereingang. Diesen schmückt ein spätklassizistisches Türgewände mit profilierter Gesimsbekrönung. Die Brüstung des darüber liegenden Fensters fassen skulptierte Voluten. Auffallend sind die Torflügel des Futtertenns mit rautenförmigen Aufdoppelungen und das im Biedermeierstil gehaltene Wirtshausschild.